# Liv Lisa Fries
Liv Lisa Fries (Berlino, 31 ottobre 1990) è un'attrice tedesca. 
Ha raggiunto il successo internazionale con l'uscita della serie TV Babylon Berlin, nei panni della protagonista femminile Charlotte Ritter.

## Biografia
Liv Lisa Fries è cresciuta a Berlino con i suoi genitori e la sorella più piccola, nel periodo successivo alla caduta del muro. Voleva diventare un'attrice già all'età di 14 anni dopo aver visto il film Léon (1994), colpita dalla performance di Natalie Portman. Così nel 2005 visita una scuola di recitazione a Berlino, ed in poco tempo viene contattata dal direttore di un'agenzia per bambini e giovani per partecipare al suo primo film.
Il suo primo ruolo è stato nel 2006, a soli quindici anni, con il film Le particelle elementari (in tedesco Elementarteilchen). Il suo personaggio era poco importante ed è stata vittima del taglio di una sequenza del film. Nel 2007 fa la sua prima apparizione in televisione in un episodio della serie televisiva Tatort, accanto al celebre attore Götz George. Fries si è diplomata al liceo nel 2010 e vive attualmente a Berlino. Da allora ha lavorato per molte produzioni televisive tedesche tra cui le serie televisive La nostra amica Robbie e Guardia costiera, ma anche film per la televisione come Guter Junge (2008).
Nel 2010 ha ottenuto il suo primo ruolo importante nel film Romeos diretto da Sabine Bernardi, ma attira la sua attenzione della critica internazionale con la sua performance nel film Sie hat es verdient. In questo film interpreta Linda, un'adolescente aggressiva e frustrata. La giovane ragazza è fidanzata con un compagno di scuola di buona famiglia. Quando una ragazza flirta con il suo fidanzato, Linda diventa furiosa e con due amici rapisce e picchia la ragazza. Questa prestazione è stata elogiata dalla critica. In un secondo momento Fries ha ammesso di aver realmente provato solitudine ed isolamento durante le riprese per immedesimarsi nella parte. Infatti nel 2011 le è stato assegnato il premio tedesco Günter-Strack-Fernsehpreis come talentuosa giovane attrice televisiva insieme al giovane attore Joel Basman.
Sempre nel 2011 è stata la più giovane giudice al Filmfestival di Münster. Nel 2013 ha partecipato al film tragicomico tedesco Zurich (titolo originale Und morgen Mittag bin ich tot) ricevendo nuovamente critiche positive per la sua interpretazione nel ruolo di Lea, una giovane donna colpita dalla fibrosi cistica. Fries afferma che si è preparata il ruolo incontrando un paziente affetto dalla malattia; inoltre ha salito le scale respirando attraverso una cannuccia. Fries ha studiato all'estero nell'ambito di uno scambio studentesco a Pechino. Parla correntemente il tedesco, l'inglese, il francese ed il cinese mandarino. Si è iscritta agli studi di filosofia e scienza letteraria, ma li ha dovuti interrompere per proseguire nella sua promettente carriera come attrice.

## Filmografia parziale

### Cinema
- L'onda (Die Welle), regia di Dennis Gansel (2008)
- Liebling, weck die Hühner auf, regia di Matthias Steurer (2009)
- Bis aufs Blut - Brüder auf Bewährung, regia di Oliver Kienle (2010)
- Unbelehrbar, regia di Anke Hentschel (2010)
- Romeos, regia di Sabine Bernardi (2011)
- Staudamm, regia di Thomas Sieben (2012)
- Zurich, regia di Frederik Steiner (2013)
- Frauen die Geschichte machten – Sophie Scholl, regia di Michael Löseke e Christian Twente (2013)
- Die Präsenz, regia di Daniele Grieco (2014)
- Heil, regia di Dietrich Brüggemann (2015)
- Boy 7, regia di Özgür Yildirim (2015)
- Die Ermittler - Nur für den Dienstgebrauch, regia di Florian Cossen (2016)
- Lou Andreas Salomé, regia di Cordula Kablitz-Post (2016)
- Rakete Perelman, regia di Oliver Alaluukas (2017)
- Monaco - Sull'orlo della guerra (Munich – The Edge of War), regia di Christian Schwochow (2021)
- Bekenntnisse des Hochstaplers Felix Krull, regia di Detlev Buck (2021)
- Freud - L'ultima analisi (Freud's Last Session), regia di Matt Brown (2023)
- Berlino, estate '42 (In Liebe, Eure Hilde), regia di Andreas Dresen (2024)

### Televisione
- Tod in der Siedlung, regia di Torsten C. Fischer (film tv) (2007)
- Die Jagd nach dem Schatz der Nibelungen, regia di Ralf Huettner (film tv) (2008)
- Guter Junge, regia di Torsten C. Fischer – film TV (2008)
- Sie hat es verdient, regia di Thomas Stiller (film TV) (2011)
- Eine halbe Ewigkeit, regia di Matthias Tiefenbacher (film TV) (2011)
- SOKO Köln - Aufgeflogen!, regia di Daniel Helfer – serie TV (2011)
- Kommissar Stolberg - Zwischen den Welten, regia di Ulrich Zrenner – serie TV (2011)
- Vater Mutter Mörder, regia di Niki Stein – film TV (2011)
- Bella Block, regia di Torsten C. Fischer – serie TV (2012)
- Polizeiruf 110, regia di Hendrik Handloegten – film TV (2012)
- Schneeweißchen und Rosenrot, regia di Sebastian Grobler (film TV) (2012)
- Add a Friend, regia di Ulli Baumann (serie TV) (2013)
- Babylon Berlin – serie TV (2017-in corso)
- Counterpart – serie TV (2017)

## Doppiatrici italiane
Nelle versioni in italiano delle opere in cui ha recitato, Marion Bailey è stata doppiata da:
- Federica De Bortoli in Babylon Berlin, Freud - L'ultima analisi
- Joy Saltarelli in Monaco: sull'orlo della guerra
- Virginia Brunetti in Berlino, estate '42